# Arviosaaret
Arviosaaret är en ö i Finland. Den ligger i sjön Pihlajavesi och i kommunen Puumala i den ekonomiska regionen  S:t Michel och landskapet Södra Savolax, i den södra delen av landet, 240 km nordost om huvudstaden Helsingfors. Öns största längd är 21 kilometer i öst-västlig riktning. Notera att namnet antyder att det är fråga om flera öar.